# Wild Guns
Wild Guns (en español Pistolas salvajes) es un videojuego de tipo galería de tiro publicado en el año 1994 y desarrollado por la empresa Natsume para el sistema de entretenimiento Super Nintendo. Ambientada en el Salvaje Oeste con influencias del género steampunk y de ciencia ficción, la historia sigue a Annie y su cazarrecompensas Clint, buscando venganza por la muerte de su familia. El jugador controla a Annie o Clint esquivando y saltando en primer plano mientras disparan a los robots enemigos en el fondo y esquiva las balas enemigas. Estas mecánicas de videojuego combinan elementos de videojuegos de disparos en tercera persona y videojuegos de armas ligeras.
El desarrollo duró cinco meses con un pequeño presupuesto y con un equipo de solo tres miembros principales y dos empleados de apoyo. Los líderes del equipo habían trabajado previamente juntos en The Ninja Warriors (1994) para el Super NES, y así eligieron desarrollarse para ese sistema. Pistolas salvajes fue fuertemente influenciado en su modo de juego y diseño artístico por videojuegos de arcade como Blood Bros. y Dynamite Duke. El escenario del juego, los personajes y el diseño de sonido atrajeron ideas del género del cine occidental y el manga de ciencia ficción Cobra, creando un espacio occidental.
Pistolas salvajes recibió críticas positivas en su lanzamiento inicial, y en las revisiones retrospectivas se considera un clásico de culto. Los críticos han elogiado la jugabilidad de lo que se ha convertido en un género de nicho, así como el modo cooperativo y la atención gráfica al detalle. El videojuego se volvió a lanzar en la Consola Virtual para Wii en 2010 y para Wii U en 2014. Un remaster mejorado titulado Wild guns Reloaded (pistolas salvajes recargado) se lanzó en el año 2016 para la PlayStation 4, 2017 para Microsoft Windows y 2018 para Nintendo Switch. La versión recargada cuenta con dos nuevos personajes, etapas y modos adicionales, y visuales y audios actualizados.

## Ambientación y universo
El videojuego es un western alternativo donde los vaqueros se codean con los robots, la pandilla de Kid secuestró y asesinó a la familia de Annie (cuyo nombre probablemente se refiera a Annie Oakley). Encuentra al famoso cazarrecompensas Clint (presumiblemente nombrado como tributo a Clint Eastwood, famoso actor entre otros por sus papeles en películas de vaqueros). Estos dos personajes arquetípicos lograrán la venganza de la joven.
Wild Guns es una de las pocas incursiones del mundo de los videojuegos en el western de ciencia ficción (hay, por ejemplo, Tin Star en la misma consola, la serie Wild Arms o el Darkwatch más reciente ). El juego utiliza los clichés del western (mina de oro, dinamita , vaqueros ...), que contrasta con este uso original de la ciencia ficción.
El escenario se adapta si los dos jugadores que practican un modo cooperativo eligen el mismo personaje, estos son hermanos o hermanas.

## Jugabilidad
Pistolas salvajes es un videojuego de galería de tiro con un escenario del salvaje oeste estadounidense junto con influencias de la ciencia ficción y el steampunk. El videojuego combina elementos de juegos de disparos en tercera persona y videojuegos de armas ligeras de manera similar a Blood Bros. y Cabal. Hay seis niveles, cada uno con dos etapas, seguidas de un mini-jefe, y una tercera etapa con un jefe final. Los modos cooperativo y para un solo jugador están disponibles, al igual que la práctica objetivo que permite a dos jugadores competir para lograr la puntuación más alta. La historia sigue a una joven llamada Annie que busca vengarse de la familia de Kid por secuestrar y matar a su familia. Ella busca la ayuda del famoso cazarrecompensas espacial Clint. Aunque Clint dice que no necesita la ayuda de Annie, ella insiste, afirmando que tiene una venganza personal contra la familia Kid y que es una tiradora experta.
El jugador controla a Clint o Annie en un primer plano con el D-pad y debe disparar a los enemigos en el fondo y esquivar el fuego enemigo. Mientras mantiene presionado el botón de disparo, el D-pad hace que la mira de la pistola se mueva. No es posible disparar y moverse al mismo tiempo. Mientras el arma está enfundada, el jugador puede saltar, bucear y rodar para evadir los disparos. Una alerta de "¡Cuidado!" Aparecerá en una burbuja de texto cuando se puedan esquivar las balas. Algunos enemigos lanzarán palos con dinamita al jugador, pero estos pueden ser rechazados. Un lazo se puede usar para aturdir temporalmente a los enemigos.
Tanto los enemigos como sus balas pueden ser derribados. Los enemigos derrotados a veces revelarán cajas de objetos, que pueden contener metales preciosos como oro y plata para obtener puntos extra y bombas. Solo se pueden mantener cinco bombas a la vez, que se pueden usar para limpiar la pantalla de los enemigos. Las actualizaciones de armas pueden aparecer después de derrotar a ciertos enemigos. Estas armas, como las escopetas y las ametralladoras, aumentarán la velocidad de disparo del jugador o la salida de daño. Cuando las balas de un jugador golpean a un enemigo, un indicador en la parte inferior de la pantalla se llenará gradualmente. Una vez lleno, el jugador será premiado con una pistola Vulcan, el arma más poderosa en el videojuego que otorga invencibilidad. El medidor comenzará a agotarse y la pistola Vulcan desaparecerá una vez que esté vacía.

### Sistema de vidas y créditos
El jugador tiene tres vidas al comienzo del juego. Puede obtener otras nuevas si supera un cierto puntaje. Si el personaje es golpeado por un enemigo, el jugador pierde una vida. Cuando el jugador pierde toda su vida, puede reiniciar el nivel y cambiar su personaje con un crédito, pero su puntuación se restablece. No hay límite de crédito. Los niveles de puntuación otorgan al jugador vidas extra al final del nivel. Un error en el juego no permite que el contador muestre más de nueve vidas, incluso si el programa tiene en cuenta el exceso. La dificultad del juego no es tanto terminarlo como ir tan lejos como sea posible sin usar crédito.

### Sistema de Bonus/Malus
Al matar a algunos enemigos o destruir ciertos elementos del escenario, el jugador puede obtener diferentes tipos de bonificaciones: puntos de bonificación o bonificaciones de armas, que también pueden obtenerse destruyendo un pequeño módulo de vuelo que aparece en las confrontaciones contra los jefes. El jugador los recupera disparándoles. Desaparecen al cabo de un rato si no son recogidos. Los bonos son uno de los raros mecanismos del juego que tiene un personaje aleatorio.
Los puntos de bonificación están representados por bolsas de oro y piedras preciosas:
una bolsa de oro (marcada con G de gold como oro) gana 500 puntos adicionales;
Según su color, una piedra preciosa aporta puntos adicionales.
- un blanco 1.000;
- un azul 1 500;
- un rojo 5.000.

Los bonos de armas están representados por cartuchos. Algunos presentan un "? Junto al símbolo, lo que significa que el arma recuperada se determina aleatoriamente. Las diferentes armas que se pueden obtener son:
- la S-Gun (para escopeta), una poderosa escopeta;
- la M-Gun (para ametralladora), un rifle de asalto rápido;
- el G-Gun (para lanzagranadas), un lanzagranadas  ;
- la P-Gun (para el guisante), una pistola que no inflige daño y el jugador debe vaciar la munición, esta penalización solo es recuperada por las armas de bonificación al azar.

Estas armas están limitadas a cincuenta municiones.
El jugador también puede encontrar bombas adicionales marcadas con una B.
Al final de cada nivel, la cantidad de elementos (bonificaciones o penalizaciones) recaudados se multiplica por 500 y el resultado se agrega a la puntuación total del jugador.
Otra forma de ganar puntos extra para el jugador es la bonificación de combo . Cuando el jugador mata a varios enemigos en una fila, el número de puntos que normalmente ganan se duplica para el segundo enemigo, por tres para el tercero hasta cinco para el quinto, sexto ...
Los niveles de bonificación donde el jugador debe disparar solo objetivos inofensivos pueden ser desbloqueados. Para esto, el jugador debe alcanzar un cierto número de puntos al final de los distintos niveles. Estos niveles de bonificación permiten al jugador aumentar su puntuación total al destruir objetivos y acumular puntos de bonificación.

### Modos de juego

#### Modo aventura
El modo de "Aventura" se puede recorrer el modo en solitario o en modo cooperativo para dos jugadores. Dos personajes son jugables: Clint y Annie. Tienen la misma jugabilidad y sus disfraces se pueden dividir en cuatro tonos de diferentes colores. El objetivo de este modo es dos para recorrer un máximo de seis niveles obteniendo el puntaje más alto posible, matando un máximo de objetivos, recuperando un máximo de bonos y cruzando niveles.

### Niveles principales
Romper un nivel trae puntos adicionales, cuyo número se anuncia al principio del nivel. Este número es proporcional a la dificultad. Hay seis niveles en el juego, que se dividen, excepto en casos excepcionales, en tres partes con la misma secuencia. La primera y la segunda parte de cada nivel tienen un límite de tiempo. Una vez que el contador de tiempo es cero, los enemigos desaparecen y el jugador debe eliminar un subjefe. El tiempo pasa tan rápido como los objetivos son destruidos. La tercera parte está dedicada a la eliminación de un jefe de fin de nivel. Cada nivel tiene tres decoraciones fijas (una por juego) que son parcialmente destructibles por el jugador.
El primer nivel, Carson City, gana 30,000 puntos si se cruza. La primera parte tiene lugar en una plaza con un salón y un restaurante. El primer subjefe es un robot alargado que dispara ráfagas de balas. La segunda parte se lleva a cabo frente a la barra del salón y su subjefe es un bandido cobarde que se esconde cuando el jugador dispara mientras se levanta de vez en cuando apuntando y disparando rápidamente al jugador. La tercera parte tiene lugar en el techo de un edificio. El jefe de final de nivel al que se enfrenta el jugador es un mecha que dispara ráfagas de balas y proyectiles de disparo a la manera de un mortero .
El jugador puede mover los siguientes cuatro niveles en el orden que desee.
- El cañón de la desolación es uno de los niveles propuestos. Si se cruza, paga 50,000 puntos al jugador. La primera parte tiene lugar en la parte superior de un cañón del desierto donde se encuentran dos esqueletos de dinosaurios. El primer subjefe es un androide con dos revólveres. La segunda parte está en frente del río que cruza el fondo del cañón. El subjefe de este es un dron equipado con un paralizador que crea dobles de sí mismo equipado con ametralladoras. El jugador se enfrenta al jefe de fin de nivel en el desierto. Es un gran vehículo de diez ruedas rematado con una torreta equipada con un lanzallamas y un tirador.

- El depósito de municiones.Es uno de esos otros niveles y le permite al jugador obtener 70,000 puntos adicionales si se cruza. La primera parte de este nivel tiene lugar en la entrada del depósito, protegida por una torreta equipada con una ametralladora. El subjefe de esta parte es el mismo androide que el de la primera parte del nivel de desolación del cañón. La segunda parte tiene lugar dentro del depósito. El segundo subjefe es el mismo bandido cobarde que en el primer nivel acompañado por un dron equipado con una ametralladora. La tercera y última parte del nivel está en el corazón del edificio. El jefe es un robot esférico volador equipado con una ametralladora y un doble paralizador. Una vez que el jugador ha destruido el vidrio que protege los puntos calientes de este jefe, este envía proyectiles sobre el plano del personaje. Caen suavemente y explotan cuando llegan al suelo.

- El nivel de la mina de oro rinde 70,000 puntos si se cruza. La primera parte se realiza a la entrada de la mina. El subjefe asociado con esta parte es una versión evolucionada del robot alargado que sirve como el primer subjefe del juego. La segunda parte está ubicada dentro de la mina frente a una estructura que parece estar destinada a la perforación. En realidad ser el subjefe de esta parte. La estructura está protegida por ametralladoras en brazo desmontable. La última parte del nivel tiene lugar en las profundidades de la mina. El jefe al que se enfrenta el jugador es un cangrejo robótico que se defiende con patas, paralizadores y ametralladoras ocultas bajo su caparazón. A veces protege su punto sensible localizado en su frente en el

El último nivel propuesto es el del tren blindado . Esto trae un bono de 70,000 puntos al jugador que lo termina. Este nivel deroga la regla de las partes, ya que se lleva a cabo en el mismo escenario, es decir, en el techo de un tren que rueda en una vía paralela a otra que mira al jugador. Una vez que los primeros cuarenta segundos pasaron luchando contra enemigos (buggies, hombres voladores, jinetes ...), aparece un tren con un sistema antigravitacional por dos veces cuarenta nuevos segundos de combate. La locomotora de ésta constituye un subjefe. Está equipado con paralizadores y un mortero. El jefe de nivel final aparece una vez que el subjefe ha sido destruido. Este es un hombre con un jetpack., con una pistola y palos de dinamita. A veces pasa el plan del jugador para tratar de apuñalarlo.
Tan pronto como se completa un nivel, aumenta la bonificación de puntos de los otros niveles. Una vez que se completan estos cuatro niveles, el jugador tiene acceso al nivel final.
- La pelea final gana 300,000 puntos adicionales si se gana. La primera parte tiene lugar frente a la sede de los niños. Este nivel no sigue el curso habitual. El jugador comienza confrontando dos robots delgados y avanzados del tipo que se encontró en el nivel de la mina de oro. La segunda parte tiene lugar dentro de la cueva donde se encuentran los lingotes.y las bolsas de oro se apilan. El jugador se enfrenta a androides del tipo encontrado en el cañón de la desolación apoyado por ametralladoras en los brazos removibles encontrados en el nivel de la mina de oro. Estos no actúan como jefe ya que la prueba es limitada en el tiempo. También son menos resistentes que sus modelos. Los androides también protegen al subjefe del nivel: el bandido ladrón en Carson City y el depósito de municiones. La tercera parte se lleva a cabo frente a la puerta de entrada a la oficina del niño. El subjefe de este nivel es el sistema de seguridad de dicha puerta. Le asisten drones idénticos a los cruzados en el depósito de municiones. El jefe final es Kid, que el jugador enfrenta en su oficina. Está protegido por torretas y secuaces.

Una vez que Kid se elimina, se realiza una breve película y se calcula la puntuación final. Este último es, si es suficiente, integrado en una tabla de las puntuaciones más altas.
Tenga en cuenta que un truco compuesto en la pantalla de la elección del personaje le permite al jugador acceder al nivel de su elección (Abajo y Seleccionar presionados más la combinación A, B, A, B, A, B, A, B) 6.

#### Modo Versus
El modo Versus es una competencia entre un jugador y la computadora o entre dos jugadores. Consiste en un concurso de tiro en el modo de los niveles de bonificación del modo "Escenario". Los personajes encarnados son los del modo "Escenario" y no pueden eliminarse en este modo. El jugador con la puntuación más alta gana el juego. El puntaje es la suma del producto de la cantidad de objetivos destruidos por 500 y las bonificaciones que surgen de la destrucción de objetivos especiales y se recuperan al ser golpeados por una bala.

## Desarrollo
El desarrollo de Pistolas salvajes comenzó cuando se le pidió a un pequeño equipo del personal de Natsume que creara un videojuego de forma rápida y económica mientras esperaba su próxima asignación importante. El equipo estaba formado por tres miembros principales: Shunichi Taniguchi para diseño juegos y gráficos, Toshiyasu Miyabe para programación y Hiroyuki Iwatsuki para sonido. Otras dos personas ayudaron como personal de apoyo. El equipo eligió desarrollarse para la Super NES porque los tres habían trabajado juntos previamente en The Ninja Warriors (1994) para ese sistema. El desarrollo de Pistolas salvajes duró aproximadamente cinco meses y fue dirigido por Taniguchi.
Pistolas salvajes fue fuertemente influenciado por Dynamite Duke y Blood Bros. durante el desarrollo. El espacio western como ambiente fue influenciado en gran medida por el espacio western manga de Cobra. El temblor de la pantalla y los efectos de espejismo que ocurren después de las explosiones fueron influenciados por la película RoboCop 3. Al componer la música de Pistolas salvajes, Hiroyuki Iwatsuki recurrió a la influencia de un CD "Best Of" de la banda sonora occidental que Natsume le había proporcionado. Disfrutó escuchar el CD durante y después del desarrollo. La música del videojuego fue creada usando PC-98s, un teclado Roland W-30 y un MIDI secuenciador Algunos sonidos vinieron de la serie Roland Sound Canvas.
Originalmente, el apuntador solo podía moverse hacia arriba y hacia abajo, y el movimiento lateral se hacía moviendo al jugador de lado a lado; esto, sin embargo, resultó ser engorroso y se cambió. ¡El puesto de observación!" se agregó una burbuja de texto debido a la dificultad para juzgar las distancias de bala debido a la profundidad 3D artificial de la pantalla. Clint y Annie fueron diseñados con ropas que eran emblemáticas del período de tiempo, y se eligió el vestido de Annie en lugar de jeans para evitar la superposición con el diseño de Clint y para permitir una animación más fácil. Los nombres de los personajes fueron sugeridos por las oficinas de American Natsume. Debido al bajo presupuesto del juego, los actores de voz no fueron utilizados; en cambio, la voz de Taniguchi se grabó en el baño de la oficina para Clint.

## Lanzamiento
El videojuego se lanzó en Japón el 12 de agosto de 1994. La versión norteamericana de Pistolas salvajes se lanzó en el tercer trimestre de 1994 y se revisó en ese momento, pero el lanzamiento se retrasó inesperadamente hasta el tercer trimestre. de 1995. Según los informes, se planificó una versión 32X para 1996, pero nunca se materializó. El videojuego se ha convertido desde entonces en un objeto raro de coleccionista. El videojuego se volvió a lanzar en la Consola Virtual para la Wii en 2010 y la Wii U en el año 2014.

## Recargado
Un remaster mejorado titulado Pistolas salvajes: Reloaded (wild guns reloaded) fue lanzado para la PlayStation 4 en diciembre de 2016. El videojuego fue desarrollado por el equipo original y presenta personajes y escenarios clásicos, pero también mejoras como más personajes jugables, enemigos, y escenarios, y soporte local de 4 jugadores. El videojuego se puso a disposición para su descarga en la PlayStation Store, y las copias físicas estaban disponibles en Amazon, Play-Asia y Video Games Plus. Natsume lanzó Reloaded en Microsoft Windows en julio de 2017, marcando el primer lanzamiento de la compañía en la computadora personal. El 17 de abril de 2018, Reloaded fue lanzado en el Nintendo Switch.

### Diferencias con la versión original
- Nueva interfaz para el menú principal y los otros menús del videojuego.

- Nuevo motor gráfico, para texturas HD.

- Nuevos personajes jugables.

- Nuevos niveles de modo campaña.

- Habilitada modalidad de juego para hasta 4 jugadores

- Se han creado nuevos minijuegos para las partidas regulares tanto para un solo jugador como para multijugador.

## Recepción
Las críticas contemporáneas del videojuego fueron positivas. Los revisores de Electronic Gaming Monthly citaron el modo cooperativo multijugador y los desafiantes por niveles como los puntos más fuertes del juego. Lo declararon uno de los mejores juegos de disparos del SNES y lo compararon con el videojuego Neo Geo NAM-1975. GamePro elogió el videojuego por su acción intensa, el modo multijugador cooperativo divertido, los gráficos coloridos y la capacidad de disparar a casi cualquier objeto en pantalla. Señalaron que el videojuego es difícil incluso en los niveles más fáciles, pero que los jugadores son recompensados por su perseverancia. Nintendo Power encontró que el videojuego tenía buenos gráficos y control, y complementó la presencia de personajes jugables tanto masculinos como femeninos. Sin embargo, creían que el videojuego no era tan desafiante como otros juegos de disparos.
En una revisión retrospectiva de la Consola Virtual, Lucas M. Thomas de IGN elogió la profundidad del videojuego y la presentación visual detallada. Reconoció la dificultad, incluso del modo fácil, pero elogió el videojuego como uno de los mejores ejemplos del género de galería de disparos. Mat Allen, de Nintendo Life, encontró que el videojuego es un excelente ejemplo de para qué sirve la Consola Virtual: brindar a los jugadores la oportunidad de experimentar videojuegos de calidad que se pasaron por alto en su momento. Destacó el lanzamiento como una opción barata para jugar un videojuego que se ha convertido en un objeto de colección costoso. En otra revisión retrospectiva, Todd Ciolek de GameSetWatch citó a Pistolas salvajes como uno de los mejores videojuegos en un género que se ha convertido en un arte perdido. Critics y Natsume han reconocido a Pistolas salvajes como un clásico de culto.
Pistolas salvajes Reloaded también fue bien recibido. Los críticos elogiaron al videojuego por ser un remaster de calidad de un videojuego ya clásico. La revista japonesa de videojuegos Famitsu le dio a la versión de PS4 del videojuego una puntuación de 29 sobre 40.